# Charles-Édouard Yachvili
Charles-Édouard Yachvili (Brive-la-Gaillarde, 8 agosto 1986) è un rugbista a 15 francese internazionale per la Georgia.

## Biografia
Francese di origini georgiane per ramo paterno (suo nonno fu un soldato sovietico durante la seconda guerra mondiale, e sfuggì ai tedeschi per unirsi alla Resistenza francese), Charles-Édouard Yachvili è figlio del rugbista Michel e fratello minore di Grégoire e Charles-Édouard, entrambi rugbisti rappresentanti rispettivamente la Georgia e la Francia.
Come i suoi due fratelli, anche Charles-Édouard crebbe nel Brive, squadra della quale il padre fu prima giocatore e poi allenatore.
Nel 2005 Yachvili disputò con l'Under-20 georgiana la Coppa del Mondo di categoria.
Nella stagione 2008-09 debuttò in Top 14 nelle file dei baschi del Biarritz, club nel quale militava anche il fratello Dimitri; nel 2009, seguendo il fratello Grégoire, decise di rappresentare anche a livello seniores la Georgia.
Dopo l'esperienza con il Biarritz passò nel 2010 a Lormont e dal 2011 gioca a Hendaye (Aquitania).